# 阿尔阿马德穆尔西亚
阿尔阿马德穆尔西亚，是西班牙穆尔西亚自治区的一个市镇。总面积312平方公里，总人口16316人（2001年），人口密度52人/平方公里。